# Open Invention Network
Open Invention Network (OIN) – przedsiębiorstwo założone przez takie firmy IT jak IBM, Novell, Philips, Red Hat i Sony.
Zadaniem OIN ma być nabywanie i udostępnianie patentów linuksowych w zamian za zrzeczenie się roszczeń wobec technologii stosowanych w Linuksie.